# Oczyszczalnia ścieków
Ten artykuł należy dopracować:

przedstawiono sytuację tylko z polskiej perspektywy – artykuł powinien być przekrojowy.
Pomóż go poprawić. Na stronie dyskusji mogą znajdywać się pomocne komentarze.

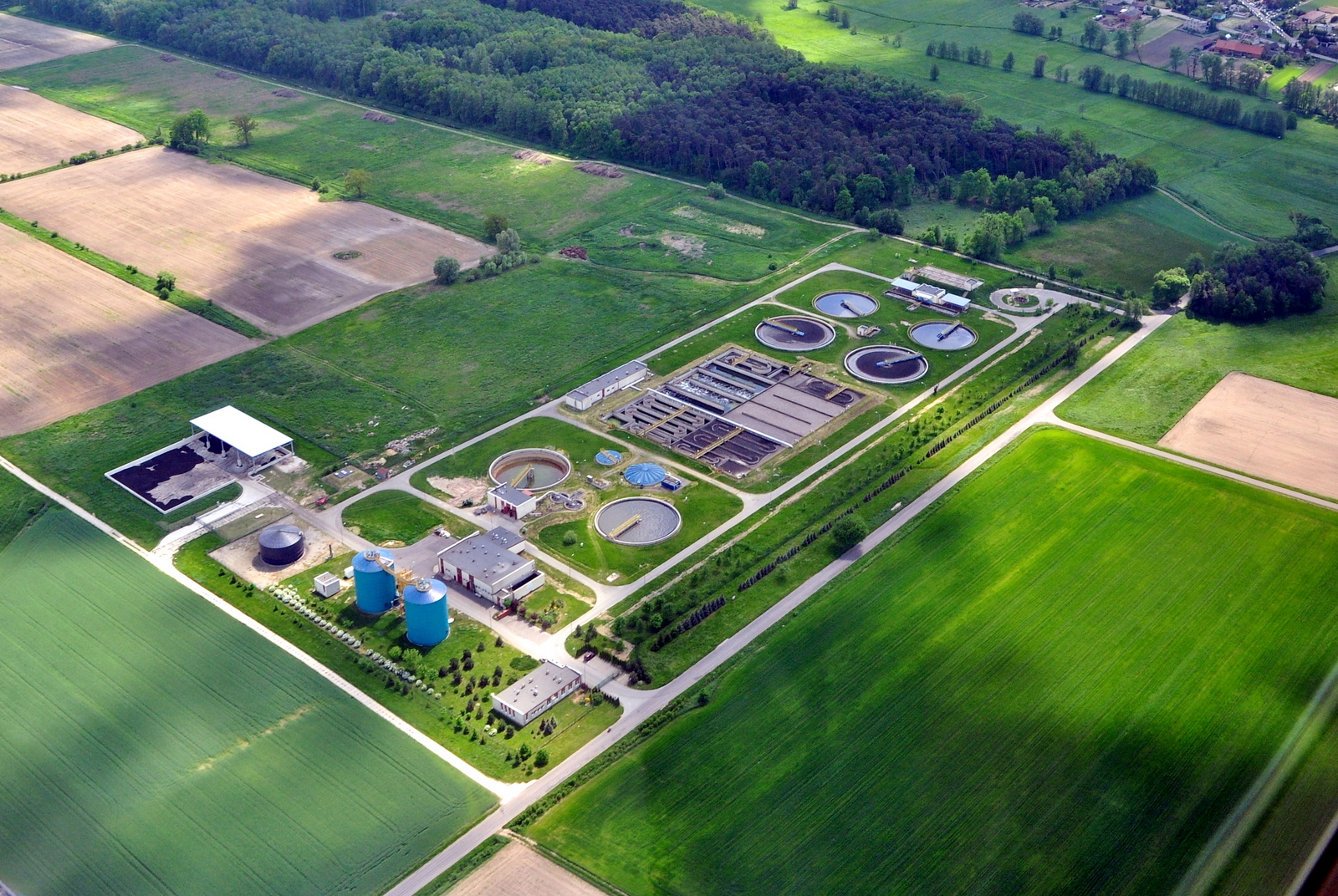
Oczyszczalnia ścieków dla Ostrowa Wlkp. w Rąbczynie

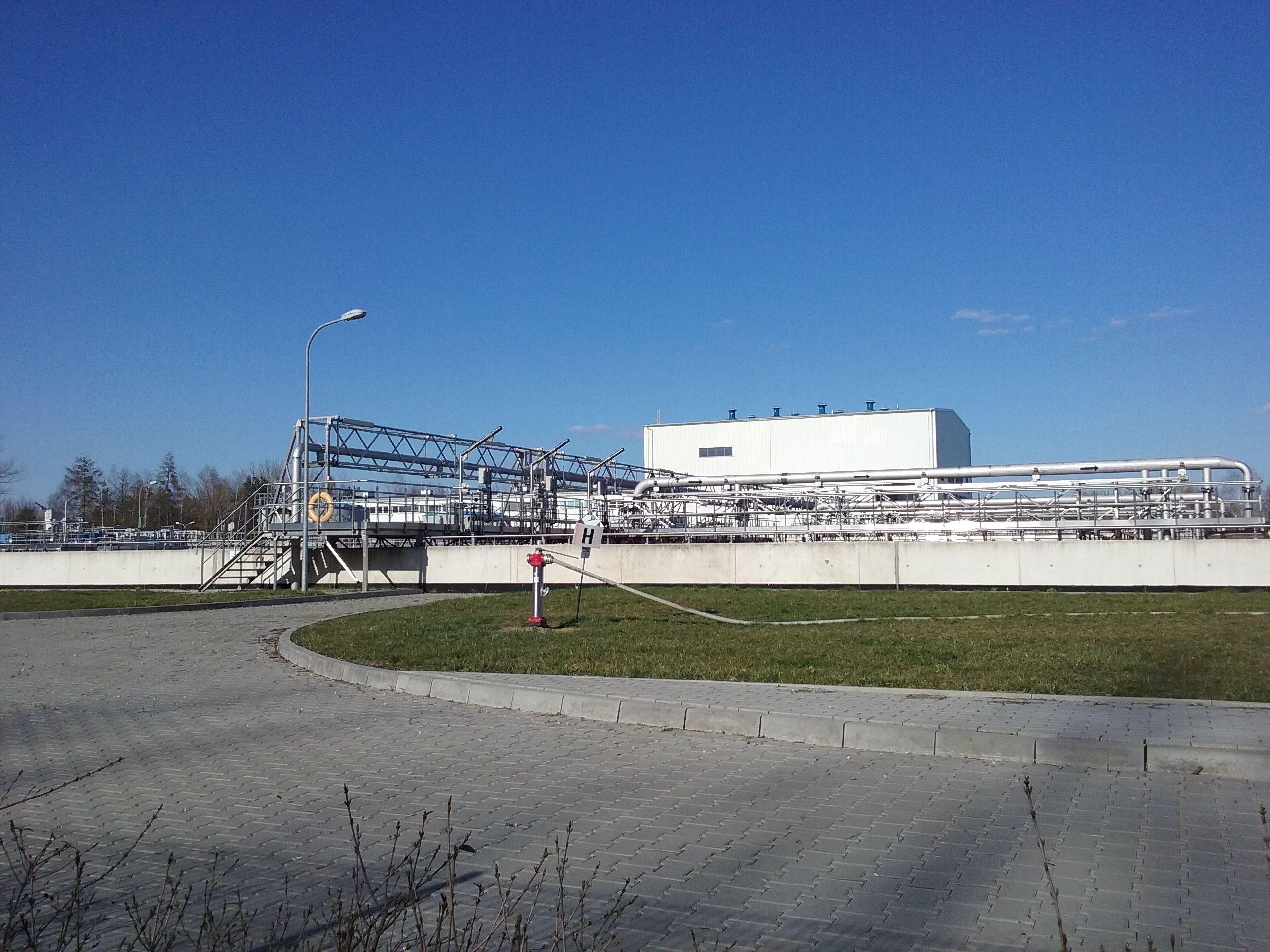
Oczyszczalnia ścieków Tomaszowa Mazowieckiego (woj. łódzkie)

Oczyszczalnia ścieków – zespół urządzeń i obiektów technologicznych oraz obiektów towarzyszących (niezbędnych dla dostarczenia energii, stworzenia odpowiednich warunków pracy obsługi, przebiegu, kierowania i kontroli procesów technologicznych) służących do usuwania zanieczyszczeń zawartych w ściekach. Do zadań oczyszczalni należą również przeróbka i unieszkodliwianie osadów ściekowych (lub innych zanieczyszczeń stałych) powstających w trakcie oczyszczania ścieków.

## Rodzaje oczyszczalni ścieków
Ze względu na rodzaj oczyszczanych ścieków oczyszczalnie dzielą się na:
oczyszczalnie ścieków komunalnychPrzystosowane do oczyszczania mieszaniny ścieków bytowych ze ściekami przemysłowymi i/lub wodami opadowymi i roztopowymi.
oczyszczalnie ścieków przemysłowychPrzystosowane do oczyszczania ścieków powstających w wyniku prowadzonych procesów przemysłowych. Profil technologiczny oraz kryteria efektywności oczyszczania ścieków dla tych obiektów na ogół są inne od tych uwzględnianych przy projektowaniu oczyszczalni komunalnych.
oczyszczalnie o przeznaczeniu specjalnymNie dające się zaliczyć ani do grupy typowych oczyszczalni komunalnych, ani oczyszczalni przemysłowych. Przykładami mogą być: zespoły urządzeń służących do oczyszczania ścieków deszczowych odprowadzanych kanalizacją deszczową (w systemie kanalizacji rozdzielczej) czy zespoły urządzeń służących do oczyszczania ścieków pochodzących ze szpitali.
Ze względu na wielkość, rozumianą jako obciążenie oczyszczalni ładunkiem zanieczyszczeń (wyrażone poprzez RLM), oczyszczalnie można podzielić w następujący sposób:
- poniżej 2000 RLM
- 2000–9999 RLM
- 9999–14 999 RLM
- 15 000–99 999 RLM
- powyżej 100 000 RLM

Każdej z ww. wielkości oczyszczalni odpowiadają inne warunki odnośnie do wymaganej jakości ścieków oczyszczonych odprowadzanych do odbiornika.

## Procesy (stopnie) oczyszczania ścieków

### I stopień oczyszczania – oczyszczanie mechaniczne (wstępne)

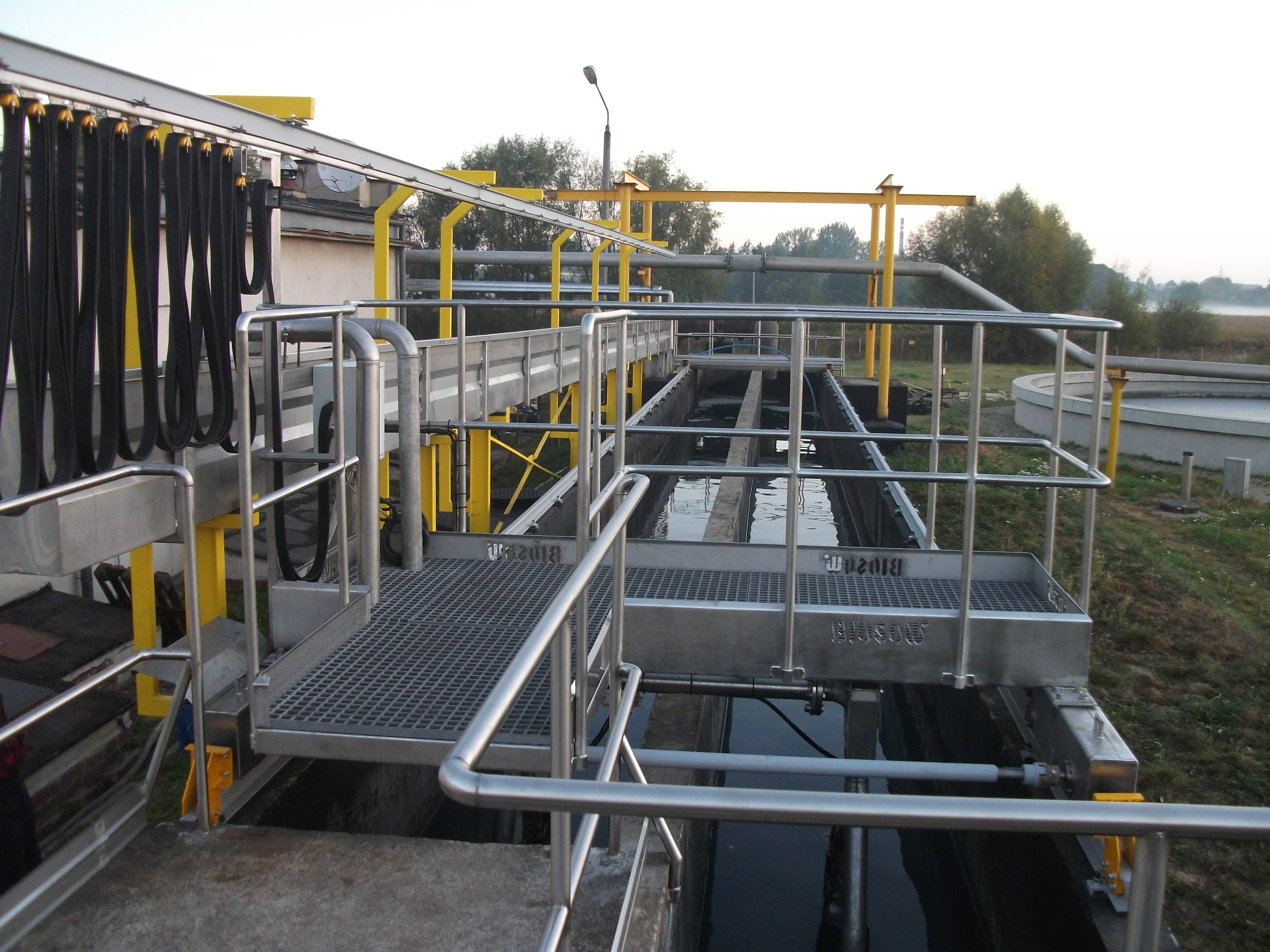
Oczyszczanie mechaniczne – piaskownik w oczyszczalni ścieków w Wieluniu.

Proste operacje mechaniczne (np. cedzenie, aeracja), procesy fizyczne (np. sedymentacja, flotacja) mające na celu usunięcie ze ścieków zanieczyszczeń takich jak:
- większe ciała stałe pływające i wleczone (skratki)
- cząstki ziarniste (piasek) o umownym zakresie wielkości 0,1 mm i większych
- zawiesiny łatwo opadające (osady wstępne)
- oleje i tłuszcze

Usuwanie innych zanieczyszczeń ze ścieków na tym etapie oczyszczania traktuje się jako drugorzędne. Ponadto na tym etapie można przeprowadzić również odświeżenie ścieków (poprzez ich napowietrzanie lub ew. chlorowanie).
Do mechanicznego oczyszczania ścieków wykorzystuje się takie urządzenia jak:
- kraty (ręczne, mechaniczne, rzadkie i gęste)
- sita
- piaskowniki (pionowe, poziome)
- piaskowniki napowietrzane (poziome podłużne) – usuwanie ze ścieków tłuszczów i olejów
- osadniki wstępne (poziome podłużne, poziome radialne, wielostrumieniowe)

Poprzez zastosowanie oczyszczania mechanicznego poza wydzieleniem ze ścieków skratek i piasku można uzyskać obniżenie zawartości zawiesiny ogólnej o 40–70% a BZT5 i ChZT o 25–40% (przeciętnie ok. 30%).
Skratki po wydzieleniu ze ścieków są poddawane procesom: płukania i prasowania, po których gromadzone są w kontenerach, a następnie są wywożone na składowisko odpadów (kod odpadu 19 08 01).
Piasek do po wydzieleniu ze ścieków (w postaci pulpy piaskowej) jest poddawany procesowi płukania i separacji (mającej na celu oddzielenie części organicznych). Wypłukany piasek jest gromadzony w kontenerach, a następnie wywożony na składowisko odpadów (kod odpadu 19 08 02).

### II stopień oczyszczania – oczyszczanie biologiczne (lub równorzędne chemiczne)

#### Oczyszczanie biologiczne
Oczyszczanie ścieków metodami biologicznymi polega na rozkładzie zanieczyszczeń w procesach biologicznego utleniania, tzn. przy dominującym udziale mikroorganizmów. Prawie wszystkie procesy biologicznego oczyszczania ścieków są procesami aerobowymi, w których ścieki muszą bezwarunkowo zawierać tlen, który jest zużywany przez bakterie i pierwotniaki w ich procesach życiowych, w związku z czym musi on być stale uzupełniany. W oczyszczalniach ścieków biologiczne oczyszczanie odbywa się w warunkach sztucznych polegających na wielokrotnym zintensyfikowaniu procesów biochemicznych poprzez zastosowanie odpowiednich urządzeń technicznych. Intensyfikację procesów biologicznych osiąga się poprzez:
- utrzymywanie w układzie odpowiedniej ilości aktywnej masy złożonej z mikroorganizmów
- zapewnienie stałego dopływu tlenu

Istnieją dwie formy intensywnego biologicznego oczyszczania ścieków:
- oczyszczanie na złożach biologicznych, pośród których można wyróżnić: 
  - złoża zraszane (spłukiwane) – błona biologiczna rozwija się na nieruchomym wypełnieniu wykonanym np. z kruszywa lub kształtek z tworzywa sztucznego; ścieki są rozdeszczowywane na wypełnienie
  - złoża tarczowe (zanurzane) – zespoły tarcz osadzonych na wspólnym wale, zanurzone do połowy w zbiorniku, przez który przepływają ścieki
- oczyszczanie w urządzeniach z osadem czynnym tzw. reaktorach biologicznych, których konfiguracja zależy od rodzaju ścieków oraz zanieczyszczeń, jakie należy z nich usunąć

W tlenowym rozkładzie biochemicznym związki organiczne są rozkładane pod wpływem enzymów i wykorzystywane do syntezy nowych komórek mikroorganizmów (przyrost biomasy) oraz utleniane do prostych związków nieorganicznych takich jak: dwutlenek węgla, woda, azotany, siarczany i fosforany. Charakterystyczną cechą rozkładu tlenowego jest wydzielanie znacznej ilości energii co pozwala na przyrost biomasy i szybki przebieg procesu. Nadmiar biomasy jest usuwany z układu jako osad nadmierny, który jest kierowany do dalszej przeróbki, najczęściej w węźle gospodarki osadowej na terenie oczyszczalni.
W Polsce zgodnie z obowiązującymi przepisami, poza redukcją związków organicznych, dla oczyszczalni o wielkości powyżej 10000 RLM obowiązkowe jest usuwanie ze ścieków związków biogennych tj. azotu ogólnego oraz fosforu (występującego w ściekach w postaci fosforanów oraz zawartego w związkach organicznych).
Biologiczne usuwanie azotu obejmuje procesy:
- amonifikacji (w warunkach beztlenowych lub tlenowych)
- nitryfikacji (w warunkach tlenowych)
- denitryfikacji (w warunkach anoksycznych)

Biologiczne usuwanie fosforu odbywa się w dwóch etapach:
1. W pierwszym etapie, który przebiega w warunkach beztlenowych, bakterie heterotroficzne (Pseudomonas, Acinetobacter) pobierają ze ścieków łatwo przyswajalne substancje organiczne i przekształcają je w substancję zapasową (poli-β-hydroksymaślan PHB) kosztem energii uwolnionej przy rozkładzie polifosforanów, czemu towarzyszy uwalnianie do ścieków ortofosforanów (V).
2. W drugim etapie, który przebiega w warunkach tlenowych, odbywa się utlenianie zmagazynowanego wcześniej PHB i oraz substancji organicznych pobieranych ze ścieków. W efekcie część uzyskanej w ten sposób energii jest magazynowana w postaci polifosforanów, czemu towarzyszy pobieranie fosforanów (V) ze ścieków, w ilości większej niż uprzednio została wydzielona. Pobrany ze ścieków fosfor w postaci polifosforanów jest asymilowany w osadzie czynnym i usuwany z układu razem z osadem nadmiernym.

#### Oczyszczanie chemiczne
Chemiczne oczyszczanie ścieków polega na dodawaniu do nich koagulantów, tj. związków żelaza (np. siarczan żelaza) lub glinu (np. siarczan glinu) oraz niekiedy flokulantów (polimerów anionowych), celem przeprowadzenia procesu koagulacji objętościowej. W uzasadnionych przypadkach (gdy pH jest zbyt niskie) do ścieków dodaje się również związki wapnia (mleko wapienne). Nadrzędnym celem chemicznego oczyszczania ścieków jest obniżenie stężenia fosforu ogólnego poniżej wartości, którą można osiągnąć w wyniku biologicznego oczyszczania ścieków (1–1,5 g/m³). Z tego powodu oczyszczanie chemiczne często jest określane mianem chemicznego strącania fosforu. Jednocześnie należy mieć na uwadze, że wprowadzenie środków chemicznych do ścieków spowoduje nie tylko obniżenie stężenia fosforu ogólnego, ale także znaczne obniżenie stężenia BZT5 i ChZT (o 80%), stężenia zawiesiny ogólnej (nawet o 90%) oraz stężenia azotu ogólnego (o 20–25%). Ze względu na miejsce dawkowania koagulantu wyróżnia się trzy sposoby prowadzenia procesu chemicznego strącania:
1. Strącanie wstępne – dozowanie koagulantu do ścieków surowych (przed osadnikami wstępnymi). W tym przypadku zachodzi proces koagulacji objętościowej, której efektywność wymaga zastosowania określonych operacji jednostkowych, takich jak: szybkie mieszanie (ok. 1 min), flokulacja (15–30 min) oraz sedymentacja (1–2 h). Strącanie wstępne pozwala na obniżenie BZT5 o 60–70%, zawiesin ogólnych o 75–85%, azotu ogólnego o 20–25% oraz fosforu ogólnego o 80–90%. Wynika z tego, że strącanie wstępne może korzystnie wpłynąć na obniżenie wymaganej kubatury reaktorów biologicznych, jednak może też spowodować znaczne obniżenie stężenia związków organicznych niezbędnych do właściwego przebiegu procesu denitryfikacji.
2. Strącanie symultaniczne – dozowanie koagulantu bezpośrednio do reaktora biologicznego lub przed nim, w rezultacie czego fosfor jest strącany podczas procesu biologicznego oczyszczania ścieków. Jednocześnie zachodzi proces flokulacji a powstające osady: biologiczny i chemiczny są oddzielane od ścieków w procesie sedymentacji prowadzonym w osadnikach wtórnych. Strącanie symultaniczne zwykle gwarantuje uzyskanie stężenia fosforu w ściekach oczyszczonych znacznie poniżej 1 g/m³.
3. Strącanie końcowe – fosfor jest oddzielany ze ścieków po oczyszczeniu biologicznym w wydzielonym procesie koagulacji objętościowej, obejmującej procesy: szybkiego mieszania, flokulacji i sedymentacji (jako operacji wydzielonych). Zastosowanie strącania końcowego pozwala na obniżenie stężenia fosforu w ściekach oczyszczonych do poziomu poniżej 0,5 g/m³, a nawet do ok. 0,1 g/m³ (w przypadku zastosowania procesu filtracji zamiast sedymentacji).

### III stopień oczyszczania (nieobowiązkowy) – odnowa wody
Procesy oczyszczania ścieków w tym stopniu mają na celu zapewnienie, że ścieki będą mogły być ponownie użyte jako woda nadająca się do spożycia przez ludzi lub do potrzeb gospodarczych. Jest to tzw. odnowa wody. Procesy odnowy wody stanowią uzupełnienie stosowanych obecnie metod oczyszczania ścieków i są oparte na procesach dobrze znanych w inżynierii chemicznej i powszechnie wykorzystywanych do uzdatniania wód podziemnych i powierzchniowych. Są to procesy takie jak np.: filtracja, koagulacja objętościowa i powierzchniowa, adsorpcja czy dezynfekcja (chlorowanie, lampy UV).

## Oczyszczalnie ścieków w Polsce
Zgodnie z informacjami udostępnionymi przez Państwowe Gospodarstwo Wodne „Wody Polskie” na koniec 2016 roku w polskich aglomeracjach funkcjonowało 1658 biologicznych oczyszczalni ścieków, z czego 601 o podwyższonym usuwaniu związków biogennych. Ilość wygenerowanych zanieczyszczeń, w przeliczeniu na RLM, wyniosła 38 793 Gg/rok z czego 33 591 Gg/rok zostało skierowane do oczyszczalni ścieków z podwyższonym usuwaniem biogenów. Ponadto z piątej Aktualizacji Krajowego Programu Oczyszczania Ścieków Komunalnych (V AKPOŚK) wynika, że 1468 oczyszczalni (88,5% wszystkich obiektów), w tym 561 obiektów o podwyższonym usuwaniu związków biogennych spełniło wymagania dotyczące jakości ścieków oczyszczonych.
Z planów inwestycyjnych przedstawionych przez aglomeracje wynika, że w ramach KPOŚK planowane jest jeszcze wybudowanie 116 nowych oczyszczalni oraz przeprowadzenie innych inwestycji (modernizacja) na 1060 oczyszczalniach.
Pięć największych oczyszczalni ścieków w Polsce w 2018 to:
1. Oczyszczalnia Ścieków „Czajka” – Warszawa – przepustowość 515 000 m³ na dobę
2. Grupowa Oczyszczalnia Ścieków Łódzkiej Aglomeracji Miejskiej (GOŚ-ŁAM) – przepustowość 332 000 m³ na dobę
3. Zakład Oczyszczania Ścieków Płaszów – Kraków – przepustowość 328 000 m³ na dobę
4. Centralna Oczyszczalnia Ścieków w Koziegłowach – Poznań – przepustowość 260 000 m³ na dobę
5. Oczyszczalnia Ścieków Janówek – Wrocław – przepustowość 170 000 m³ na dobę